# Heidi Rakels
Heidi Rakels, född den 22 juni 1968 i Leuven, Belgien, är en belgisk judoutövare.
Hon tog OS-brons i damernas mellanvikt i samband med de olympiska judotävlingarna 1992 i Barcelona.